# Pseudogène

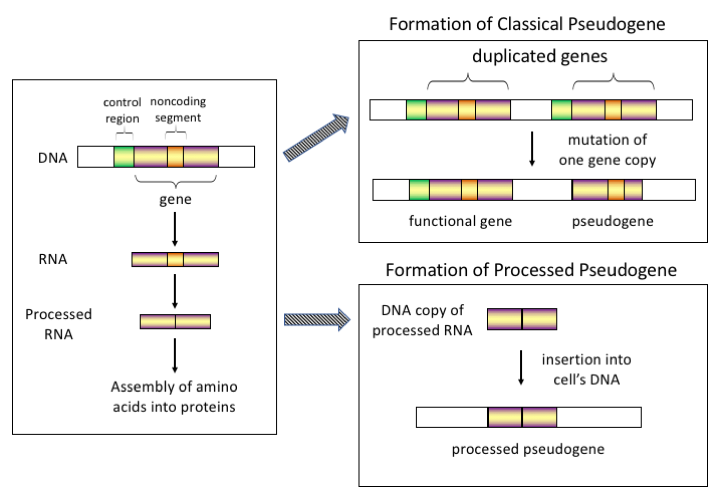
Schéma montrant le mécanisme d'apparition d'un pseudogène.

Un pseudogène est, d'après sa définition originale, un gène inactif au sein d'un génome, du fait d'altérations génétiques le rendant non fonctionnel et donc incapable de conduire à l'expression d'une protéine. Les connaissances acquises depuis montrent que tous les gènes ne codent pas forcément une protéine et que les pseudogènes peuvent avoir une fonction. Ainsi, un pseudogène peut être défini comme un gène affecté par des mutations qui lui font perdre sa fonction d'origine, soit à la suite de l'échec de transcription, soit à la suite de la production d'un transcrit ou d'une protéine qui n'a pas le même répertoire fonctionnel que le gène d'origine. Par ce fait, la frontière entre pseudogène codant et gène peut s'avérer assez vague.
La grande majorité des pseudogènes ne montrent pas de signe d'activité. À ce titre, les pseudogènes sont parfois appelés « gènes fossiles », et sont associés à la fraction non codante du génome qu'on appelait parfois à tort « l'ADN poubelle ».
Les pseudogènes peuvent être présents en grand nombre au sein d'un génome. Ainsi le génome humain compte 20 080 gènes codant des protéines et 16 997 pseudogènes recensés en 2024, dont la plupart sont réputés inactifs ou inutiles.

## Détection
Les pseudogènes théorisés par Ohno ont été découverts et nommés ainsi à la fin des années 1970 par Jacq et al. à la suite de l'étude de l'ARNr 5S chez Xenopus laevis (Ohno ne fut pas cité dans ce travail).
Un gène devenu pseudogène, établi dans un génome (non éliminé par sélection négative), échappe à la sélection naturelle. Il évoluera sous la neutralité et aura tendance à accumuler des mutations aléatoires, détruisant peu à peu son signal d'origine jusqu'à ce qu'il ne soit plus reconnaissable. Par conséquent, plus un pseudogène est ancien, plus il sera difficile de détecter et reconnaître son origine.
Les pseudogènes actifs sont une exception à ce schéma puisque, du fait de leur fonction, ils peuvent évoluer sous sélection, et donc perdurer au sein des génomes tel le ferait un gène.
Les pseudogènes peuvent être le résultat de macromutations (événements de recombinaison tels enjambement inégal, rétroposition, transfert horizontal). Les pseudogènes ainsi formés peuvent être incomplets (délétion de fragment partiel ou entier d'introns, d'exons ou de promoteurs), ou au contraire contenir une nouvelle séquence en leur sein (insertion). Si une délétion affecte totalement un gène on parlera alors de perte de gène.
Ils peuvent être également le résultat de micromutations (insertions ou délétions, substitutions). Les insertions ou les délétions peuvent entraîner des décalages de phases et donc l'apparition de codons-stop prématurés. Les substitutions peuvent engendrer l'apparition de codons-stop. Ces mutations peuvent aussi toucher les sites d'épissage ou encore enlever le codon-stop d'origine.
Plus le temps passe, plus il est difficile de déterminer la mutation à l'origine d'une pseudogénisation, car elle sera masquée par une multitude d'autres événements.
Le point commun à toutes ces mutations est qu'elles empêchent dans la majorité des cas les pseudogènes d'être exprimés et de coder pour des protéines. À leur origine, les pseudogènes partagent beaucoup de similarités avec d'autres gènes (orthologues ou paralogues) qui eux sont actifs. Cette caractéristique est utilisée par certains programmes de bio-informatique qui analysent le génome pour y trouver ces « gènes morts »,,,. Mais, lorsque les pseudogènes sont très anciens, il devient difficile, voire impossible, de les déterminer. En théorie, seule une analyse de synténie pourrait déterminer si une séquence non codante ne ressemblant à rien d'autre ne fut pas par le passé une zone où un gène a existé.

## Origines et classification
Plusieurs raisons peuvent expliquer que les pseudogènes partagent des parties plus ou moins importantes d'un génome avec des gènes intraspécifiques ou présents chez d'autres espèces. Ils sont une des conséquences de l'évolution de l'organisme et de son adaptation à son environnement.
Les pseudogènes peuvent être classés en trois différents types en fonction de leur origine. 
- Les pseudogènes non remaniés

Le terme « remanié » provient de l'anglais décrivant l'épissage. Ainsi, un gène ou pseudogène non remanié possède encore ses introns, tandis qu'un gène ou pseudogène remanié correspond à une séquence épissée et ne possédant pas d'introns.
Le phénomène de pseudogénisation proposé par Ohno correspond à une désactivation d’un gène par l’accumulation de mutations délétères. Ce phénomène, qui se produit au cours de la duplication d’un gène fonctionnel, peut entraîner un relâchement de la sélection sur un duplicata du fait de l’existence de fonctions redondantes, et produire des mutations délétères amenant à la création d’un pseudogène,. Ces pseudogènes décrits par Ohno sont classiquement appelés pseudogènes non remaniés en opposition aux pseudogènes processés.
- Les pseudogènes remaniés

Ce sont des séquences qui proviennent de la transcription inverse d’ARN messagers (ARNm) rendue possible par l’utilisation d'enzymes (transcriptase inverse) de rétrotransposons,. L’ADN codant (ADNc) ainsi créé est réinséré de façon aléatoire dans le génome. Ces pseudogènes sont dits remaniés car ils ne possèdent pas d’introns vu qu’ils proviennent de la transcription inverse d’ARNm épissé. Les pseudogènes remaniés sont assimilés à des gènes mort-nés car, dans la majorité des cas, ils ne possèdent pas les éléments nécessaires à leur fonctionnalité tels que les séquences promotrices. Dans certains cas, ils peuvent tout de même être fonctionnels. 
- Les pseudogènes unitaires

Dans une lignée ou une espèce donnée, les pseudogènes unitaires sont des séquences qui n’ont aucun paralogue fonctionnel. Les pseudogénisations amenant à l’apparition de pseudogènes unitaires concernent des gènes dont la fonction est bien établie. Ces gènes bien établis au sein des génomes d’une lignée, deviennent pseudogènes après des millions d’années d’existence à travers l’apparition de mutations délétères. L’apparition de pseudogènes unitaires est généralement assimilée à la perte des fonctions des gènes d’origine. La pseudogénisation de gènes précédemment établis dans les génomes reflète les conséquences d’un changement de pression de sélection au niveau de ces gènes. Elles peuvent être le fruit de changements :
- liés à des changements environnementaux ayant pour conséquence :
* un relâchement de la sélection d'un gène qui n'a plus d'utilité. Dans ce cas la séquence du gène n'est plus soumise à aucune pression sélective et évolue sous la neutralité,
* une perte adaptative d'un gène qui crée un handicap pour l'organisme. Ces pertes sont le fruit de sélections négatives liées à des événements adaptatifs. Dans ce cas, elles apportent un bénéfice aux espèces, alors que le maintien de ces gènes au sein des génomes aurait été défavorable ;
- non-liés à des changements environnementaux :
* par le relâchement de la sélection liée à l'apparition de gènes accomplissant la fonction initiale,
* par le relâchement de la sélection lié à des modifications (éthologique, physiologique, etc.) de l'organisme qui rend le gène inutile à sa survie.
Dans ces cas, la séquence du gène n'est plus soumise à aucune pression sélective et évolue sous la neutralité.
Les pseudogènes unitaires sont traditionnellement décrits comme une sous-famille de pseudogènes non remaniés car la structure exon-intron du gène ancestral est conservée. Mais pour définir les pseudogènes unitaires, il est erroné de se fier à la structure de leurs séquences. En effet, ces pseudogènes peuvent provenir de gènes qui possèdent ou non des introns. Ainsi, pour différencier ce type de pseudogène, il est primordial de connaître l’histoire évolutive du gène. Pour cela il faut passer par la comparaison génomique de différentes espèces afin de connaître les états ancestraux,,.
Cas particulier : certains peudogènes peuvent provenir de gènes d'autres espèces (virus, bactéries…) insérés dans un génome par transfert horizontal de gènes.

## Vestige de l'évolution; utiles ou inutiles?
Leur origine évolutive, en tant que vestiges de l'évolution de l'organisme et du génome, leur donne une valeur d'indice pour mieux comprendre l'évolution de certains gènes et de certaines fonctions biologiques à travers le temps. Dans le cas de l'Homme, par exemple, nombre de pseudogènes ont des ressemblances importantes avec des gènes codant des protéines olfactives chez d'autres espèces (or, l'Homme utilise très peu son odorat en comparaison avec d'autres espèces). Ainsi, 300 pseudogènes humains sont des gènes actifs chez le Rat et la Souris.
Certaines pseudogénisations peuvent avoir une incidence prépondérante au sein d'un organisme. Par exemple, chez les Primates, la perte du gène Gulo, qui code une enzyme qui catalyse la dernière étape de la biosynthèse de la vitamine C, rend impossible la synthèse de cette vitamine. C'est pourquoi les Primates doivent trouver la vitamine C dans leur alimentation.
L'hypothèse « less is more » affirme que les pertes de fonction peuvent avoir des conséquences importantes sur l'adaptation des espèces au cours de l'évolution.

## Inactivité?
Les généticiens ont d'abord considéré que les pseudogènes étaient inutiles au sein des génomes au regard de leur inactivité observée. Les récents progrès en biologie ont permis depuis de détecter de nombreux pseudogènes actifs,,,,. Leur étude est devenue une thématique importante. Pour au moins deux cas, on connaît une utilité aux pseudogènes :
- bien que normalement inactifs et ne pouvant pas traduire de protéine, certains pseudogènes peuvent tout de même avoir une influence sur le développement d'un organisme, car pouvant - dans certains cas - être l'objet d'une transcription. Ainsi, en 2003, Shinji Hirotsune a démontré que la malformation d'une de ses souris de laboratoire était la conséquence de l'altération d'un pseudogène ;

- ils sont aussi passivement utiles comme leurre biologique de certains microARN indésirables qui s'y fixent comme ils se fixeraient sur un gène actif[26]. 
Par exemple, le gène PTEN intervient activement dans la lutte de l'organisme contre les tumeurs (fonction de « contrôle tumoral »). Il produit des ARN messagers (ARNm) devant acheminer de l'information codante vers le lieu de synthèse des protéines. Ces ARNm peuvent être bloqués par des microARN qui s'y associent[26]. Or, dans la cellule, ces microARN sont également attirés par le pseudogène de PTNEN (PTEN1). La présence de ce dernier laisse donc plus de chances au PTEN de bien fonctionner. On a d'ailleurs noté que certains cancers du colon sont associés à l'absence de ce pseudogène PTEN1[26]. D'autres pseudogènes pourraient, comme le PTEN1, avoir été recyclés comme leurres via la sélection naturelle.

## Prospective: vers une utilité pour la médecine?
Les pseudogènes, offrant des cibles multiples à des mécanismes génétiques indésirables, pourraient être de précieux outils médicamenteux de diversion, notamment pour lutter contre certains cancers.